# Bensonocythere americana
Bensonocythere americana är en kräftdjursart som beskrevs av Hazel 1967. Bensonocythere americana ingår i släktet Bensonocythere och familjen Hemicytheridae. Inga underarter finns listade.